# Katedrála Narození Páně (Kišiněv)
Katedrála Narození Páně (rumunsky Catedrala Nașterea Domnului) je katedrální chrám moldavské pravoslavné církve, který se nachází v Kišiněvě, hlavním městě Moldavska. Stojí v centrálním parku ve středu města.
Místo pro katedrálu bylo určeno již v prvním urbanistickém plánu Kišiněva v roce 1817. Stavbu chrámu v samém centru nově stavěného města v Besarabské gubernii inicioval kišiněvský metropolita Gavriil Bănulescu-Bodoni a po jeho smrti v roce 1821 tento úkol připadl jeho nástupci Dumitru Sulimovi. Katedrála ve stylu empíru byla postavena v letech 1832–1836 podle projektu Avraama Melnikova. Komplex se skládá ze samotného chrámu a zvonice nacházející se nedaleko něj. Hlavní zvon ale nebyl do zvonice zavěšen, neboť po jejím dokončení bylo zjištěno, že neprojde okny do zvonové komory. Zvon byl dodatečně osazen do blízkého vítězného oblouku, jenž byl nedaleko katedrály postaven v letech 1840–1841 a který se tak stal součástí katedrálního komplexu coby Svatá brána.
Půdorys chrámu tvoří řecký kříž. Centrální kubus stavby o délce stěn 27 m je na každé ze čtyř stran doplněn totožnými portiky se šesti dórskými sloupy, čímž vznikla křížová dispozice. Nad středem katedrály je vztyčena kopule o průměru 13 m. Samostatně stojící zvonice je umístěna symetricky ve vzdálenosti 40 m od katedrály. Je čtyřpodlažní, první tři ustupující úrovně jsou hranolové, poslední zvonové patro má kruhový půdorys a je kryté malou kopulí. V přízemí se nacházela kaple.
Za druhé světové války byl chrám i se zvonicí poškozen, po válce však byly oba objekty zrekonstruovány (s menšími odchylkami oproti původní podobě). V 60. letech 20. století byla zvonice zbořena, k její obnově došlo v roce 1998.